# Hội làng
hội làng là một nét văn hóa của người Việt đã có từ lâu, sau những ngày Tết náo nhiệt làng nào cũng có hội. Thường mỗi làng đều có một vị thành hoàng, những vị thần có công trong việc khai hoang, mở đất, đem lại sự bình yên cho xóm làng. Cũng có vị là một vị võ tướng có công đánh đuổi giặc ngoại xâm đem lại sự bình yên cho xóm làng. Cũng có khi thành hoàng là người đem đến cho làng một nghề nhất định (làng nghề).

## Nơi tổ chức
Thường là đình làng nơi hội tụ những nét văn hóa, các cụ làng là người tổ chức xây Đình, xây miếu để lại cho con cháu, khi các cụ mất dân làng xây phủ, xây đền để thờ. Sau ba ngày Tết, nhà nào cũng chuẩn bị mâm cỗ để góp với hội làng.

## Tín ngưỡng thờ Thành hoàng
Tùy theo đặc điểm địa hình của từng làng, chẳng hạn như nuôi tằm dệt lụa, làng gốm, làng tranh được thể hiện trong các lễ hội xuân hoặc Tết cổ truyền. Có cờ quạt võng lộng, những đám rước quanh làng náo nhiệt, cầm cờ, đánh trống. Kiệu được rước từ làng trên xuống xóm dưới. Len vào từng con ngõ, len vào tận mái nhà. Những trò chơi dân gian cũng được mở ra như đánh đu, đánh cờ... tế lễ, hát văn ban ngày, diễn tuồng ban đêm.

## Ngày nay
Những luật tục của làng trở thành mối dây gắn kết các thành viên trong cộng đồng và có sức mạnh ghê gớm. Câu thành ngữ "phép vua thua lệ làng" nói lên điều đó. Nhưng ngày nay kinh tế phát triển, lớp trẻ không năm bắt các phong tục. Lễ hội làng bây giờ chỉ còn lại trong ký ức của lớp người già.